# Viktor Madin
Viktor Madin, eigentlich Viktor Madincea, (20. Dezember 1876 in Lugoj, Banat, Königreich Ungarn – 19. März 1968 in Wien) war ein österreichischer Opernsänger (Bariton) ungarischer Abstammung.

## Leben
Madin war von 1908 bis 1959 fest an der Wiener Staatsoper engagiert, sang in über 7000 Vorstellungen mehr als 250 Partien, vorwiegend in kleineren und mittleren Rollen, und wurde schließlich an diesem Haus zum Kammersänger ernannt. Er gilt als derjenige Sänger der Staatsoper, der die höchste Vorstellungszahl aller Ensemblemitglieder absolvierte. In Wien hatte er besonderen Erfolg als Masetto im Don Giovanni, als Antonio in Le nozze di Figaro und als Faninal im Rosenkavalier. Gelegentlich übernahm er auch größere Rollen, darunter den Klingsor im Parsifal, den Alberich im Ring des Nibelungen oder den Alfonso in Così fan tutte. 1955 erhielt er das Große Ehrenzeichen für Verdienste um die Republik Österreich und wurde 1966 zum Ehrenmitglied der Wiener Staatsoper ernannt.
Von 1922 bis 1946 wirkte er regelmäßig bei den Salzburger Festspielen mit. Er war in der ersten Opernvorstellung der Festspiele – Don Giovanni, dirigiert von Richard Strauss – am 14. August 1922 als Masetto beteiligt. Er sang während aller Systemwechsel – von Erster Republik über Ständestaat und Hitler-Regime bis zur Zweiten Republik – durchgehend den Antonio in allen Salzburger Produktionen von Mozarts Le nozze di Figaro. Im Rosenkavalier sang er zwischen 1929 und 1946 abwechselnd den Notar, den Haushofmeister der Marschallin, den Polizeikommissär und den Herrn von Faninal.

## Tondokumente
- Strauss: Der Rosenkavalier Auszüge (Ende des 1. Aktes und Beginn des 2. Aktes), mit Lotte Lehmann, Elisabeth Schumann, Maria Olczewska, Richard Mayr, Hermann Gallos, Viktor Madin, Bella Paalen, Karl Ettl und Aenne Michalsky. Wiener Philharmoniker, Chor der Wiener Staatsoper, Dirigent: Robert Heger (3 × LP, Mono + Box)